# التشكيل الآلي بواسطة الحاسوب
التشكيل الآلي بواسطة الحاسوب هي عملية تقوم بالأساس على وضع علامات التشكيل على النصوص العربية الخام آليا بواسطة تطبيقات الحاسوب من خلال استخدام تقنية معالجة اللغات الطبيعية 

## لمحة تاريخية
في أوائل التسعينيات كانت المحاولات العربية الأولى في هذا المضمار من نصيب شركة صخر  والتي تبنت إصدار برنامج صخر للتشكيل الآلي Automatic Diacritizer ضمن مجموعة برامج التصحيح والتدقيق اللغوي قواميس متعددة اللغات.
وكانت فكرة عمل التطبيق قائمة على المعالجة في عدة مستويات تبدأ من المستوى الصرفي ووصولا لقواعد بيانات اللغة وقد حقق نجاحا وصل إلى 98%  ، الا أن الشركة توقفت عن العمل وتوقف معها تطوير تلك البرامج.

## التطوير
قامت عدة شركات أخرى عربية وأجنبية بالإضافة إلى جهات بحثية وجامعات ومجموعات عمل المصادر المفتوحة بعمل ابحاث وتطوير برمجيات لمعالجة موضوع تشكيل الحروف العربية آليا وهي:

### شركات عالمية

#### شركة جوجل
في 2010 اعلنت معامل جوجل اطلاق خدمة جوجل تشكيل لتشكيل النصوص العربية  الا سرعان ما توقفت خدمة جوجل تشكيل في 30 سبتمبر 2011 كجزء من الإلغاء التدريجي للمختبرات Google Labs[بحاجة لمصدر]

#### شركة مايكروسوفت
في 2013 قام معمل الأبحاث المتقدمة بالقاهرة المدعوم من الخدمات المعرفية لأبحاث مايكروسوفت بتطوير خدمة مجموعة الأدوات العربية Arabic Toolkit Service ATKS  والتي تحتوي على تطبيق المشَكَّل Diacritizer الا أنه تم الإعلان توقف الخدمة بنهاية سبتمبر من عام 2018 م 

### شركات عربية

#### شركة آر دي آي
في التسعينيات نشأت شركة مصرية تهتم بتطوير معالجة اللغات الطبيعية، في البداية قامت بتطوير ArabDiac لمعالجة موضوع التشكيل، ثم قامت في الاعوام من 2009 إلى 2011  بتطوير برنامج تشكيل Tashkeel 

#### شبكة أخبار الجزيرة
قامت شركة الجزيرة نت بتضمين خدمة تشكيل الكلمات ضمن نطاق موقعها المخصص لتعليم اللغة العربية 

#### شركة ملتيليكت
في 2014 م قامت شركة ملتيلكت ومقرها دبي بإطلاق تطبيق محمول أسمه الحرركات يقوم بعمل التشكيل للنصوص العربية

### مجموعات عمل المصادر المفتوحة
انطلقت عدة مشاريع فردية مفتوحة المصدر لمعالجة اللغة العربية على مواقع sourceforge.net اراب آيز و python.org ومنها على سبيل المثال لا الحصر مشكال و غلطاوي و آية سبل 

### جامعات عربية

#### جامعة محمد الأول بالمغرب
بعد تأسيس فريق المعالجة الآلية للغات الطبيعية عام 2006 ضمن مخبر البحث في الإعلاميات بكلية العلوم جامعة محمد الأول، انطلق مشروع الخليل للتّشكيل الآلي في عام 2016 ضمن أطروحة علمية تم نشرها على منصات Springer Link 

#### مدينة الملك عبد العزيز للعلوم والتقنية
في 2007 قام الدكتور منصور الغامدي بطرح أطروحة علمية لتطوير خدمة تشكيل الحروف العربية KACST Arabic Diacritizer

#### الجامعة العربية المفتوحة بفلسطين
في يناير 2018 تقدم لبيب عرفه واياد أبو سمرة ببحث عن برنامج الفراهيدي للتشكيل الآلي 

## روابط خارجية
- شكلي - صخر
- مشكال النصوص العربية